# Hungchi
Der Hungchi (auch Chakhung) ist ein 7036 m (nach anderen Quellen 7029 m) hoher Berg im Himalaya an der Grenze zwischen der Volksrepublik China und Nepal – 17,19 km westnordwestlich des Mount Everest.
Der Hungchi liegt südlich des 5985 m hohen Hochgebirgspasses Nup La.
Nach Osten setzt sich der Bergkamm über den 6942 m hohen Ostgipfel (⊙) zum Chumbu und Pumori fort. Der Westliche Rongpugletscher verläuft nördlich des Hungchi. An der Westflanke strömt der Ngojumba-Gletscher. An der Südostflanke liegt das Nährgebiet des Gyhubanare-Gletschers, eines Tributärgletschers des Ngojumba-Gletschers.

## Besteigungsgeschichte
Der Hungchi wurde am 19. April 2003 durch eine japanische Expedition  erstbestiegen. Expeditionsleiter war Takashi Shiro. Expeditionsteilnehmer, die den Gipfel erreichten, waren Kanji Shimizu, Tadashi Morita und Katsuo Fukuhara sowie der nepalesische Sirdar Tul Bahadur Tamang und die Träger Ram Kaji Tamang, Hitman Tamang und Santaman Tamang. Die Aufstiegsroute führte über den Südwestgrat zum Gipfel.
Es werden heute Bergtouren auf den Hungchi angeboten.